# Stephan Tank
Stephan Tank (* 1961 in Iserlohn) ist ein deutscher Wirtschaftswissenschaftler. Er lehrt an der Hochschule Bonn-Rhein-Sieg in Rheinbach seit 2013 Operationsmanagement und Makroökonomie.

## Leben
Tank studierte an der Bundeswehrhochschule in Hamburg Wirtschafts- und Organisationswissenschaften. Als Offizier war er beim Nachschub für die Logistik einer Brigade des Heeres zuständig, 1989 wurde er zum Dr. phil. promoviert. Ab 1992 arbeitete er bei Bertelsmann in der Distribution und von 2001 bis 2010 in verschiedenen Positionen bei der Deutschen Post. Dort war er zuletzt in einem Projektteam zum Aufbau des Flughafens Leipzig/ Halle als strategisches Luftdrehkreuz der DHL tätig. Seit 2002 unterrichtete er als Lehrbeauftragter in Logistik.

## Veröffentlichungen
- zusammen mit W. Echelmeyer: Roboterrevolution im Paketzentrum. In: Jahrbuch der Logistik 2006.
- zusammen mit W. Echelmeyer: Der Paketroboter. In: Industrie Management. 2/2006
- zusammen mit B. Bohlmann: Personalqualifizierungsmaßnahmen zur Umsetzung von Performance Management in der Logistik am Beispiel eines führenden KEP-Dienstleisters. In: Bohlmann und Krupp (Hrsg.): Strategisches Management für Logistikdienstleister. DVZ/DVV Verlag Hamburg 2007
- Globale Herausforderungen der Zukunft in Leipzig. In: Hardthöhenkurier (Bundesministerium der Verteidigung), Ausgabe 5/2008
- zusammen mit G. Quelle: Zu Grabe getragen - Warum vernichten Unternehmen ein Vermögen in der Schlussphase wichtiger Projekte? In: SEM-Radar, Zeitschrift für Systemdenken und Entscheidungsfindung im Management. 8. Jahrgang, 1/2009
- Stagnation oder Aufschwung? - Die wirtschaftliche Entwicklung der Stadt Iserlohn in Westfalen im 19. Jahrhundert. Frankfurt am Main (Lang) 1990 / Hochschule der Bundeswehr, (Dissertation) 1989 - https://ub.hsu-hh.de/DB=1/PPN?PPN=162952791